# 1553

## Esdeveniments
- Les tropes de l'Imperi Habsburg prenen la fortalesa d'Hesdin de mans dels francesos, la ciutat, amb fortalesa i muralles, seran arrasades per ordres de Carles V.[1]
- Publicació dels 42 preceptes de l'anglicanisme.
- S'ordena cremar el Talmud a Roma.[2]
- Any amb tres papes: A la mort de Juli III el succeeix Marcel II que morí només vint-i-dos dies des de la seva elecció, Pau IV fou elegit en el seu lloc.

## Naixements
Països Catalans
Resta del món
- 14 de maig - París: Margarida de Valois, princesa de França i reina de Navarra i de França.[3]
- 30 de juny: - Pamplona (Navarra): Martin de Rada, missioner a les Filipines i a la Xina (m. 1578).[4]

- Grions - Principat de Catalunya: Antoni Vicenç Domènec, historiador i dominic.

## Necrològiques
Països Catalans
- 13 de gener - Barcelona: Joan de Tormo, 62è president de la Generalitat de Catalunya.

Resta del món
- 23 de març - Roma, Estats Pontificis, Juli III, papa de Roma (1549-1555).
- 1 de maig - Roma: Marcel II, papa de Roma.
- 6 de juliol - Greenwich, Anglaterra: Eduard Tudor i Seymour de Witshire, Eduard VI d'Anglaterra, rei d'Anglaterra i Irlanda (n. 1537).[5]
- 16 d'octubre - Weimar, Sacre Imperi: Lucas Cranach, el Vell, pintor alemany.
- 27 d'octubre: Miquel Servet, metge i teòleg, mort a la foguera.
- 17 de novembre - Londres, Anglaterra: Maria I d'Anglaterra, reina d'Anglaterra i Irlanda (n. 1516).
- Monestir de Poblet: Mateu Fletxa el Vell, compositor.